# Сагатовский, Валерий Николаевич
Валерий Николаевич Сагатовский (11 января 1933, Ленинград — 3 апреля 2014, Санкт-Петербург) — советский и российский философ, создатель целостной философской концепции развивающейся гармонии (Aнтропокосмизм) как основы ноосферного мировоззрения. Заслуженный деятель науки Российской Федерации (2008).

## Биография
Отец, Николай Петрович (1903—1970), юрист по образованию, участник Великой Отечественной войны. Мать, Зинаида Евгеньевна (дев. Лукина, 1906—1970), была по образованию химиком. В 1940 году поступил в среднюю школу, до марта 1942 года находился в блокадном Ленинграде.
В 1955 году окончил философский факультет Ленинградского госуниверситета. С октября 1955 по август 1956 года — преподаватель истории средней школы в с. Усть-Кокса Горно-Алтайской АО. До мая 1957 года работал переводчиком с английского языка в НИИ «Механобр».
С июня 1957 по сентябрь 1958 года — заведующий учебной частью, преподаватель социально-экономических дисциплин учебно-курсового комбината Главного управления торговли Ленгорисполкома. С октября 1958 по январь 1959 года преподавал философию в ЛГПИ им. А. И. Герцена; одновременно с сентября 1958 года обучался в заочной аспирантуре философского факультета ЛГУ. С 16 февраля 1959 года — ассистент кафедры диалектического и исторического материализма и истории КПСС (затем кафедра истории КПСС и философии).
Член КПСС (1961). 20 апреля 1962 года в объединённом совете по историческим, филологическим и философским наукам при Томском университете защитил диссертацию «Чувственные основы и логическая природа понятия» на соискание учёной степени кандидата философских наук (официальные оппоненты П. В. Копнин и А. Н. Книгин; утверждён ВАК 30 июня 1962).
С сентября 1962 года — старший преподаватель, с 22 января 1964 — доцент (утверждён ВАК в учёном звании 3 июля 1965), с 1 февраля 1968 года — старший научный сотрудник (докторант). В 1969 году защитил докторскую диссертацию «Основы систематизации всеобщих категорий» (утверждён ВАК 9 апреля 1971).
С 15 января 1969 года — заведующий кафедрой философии Томского медицинского института; избирался членом партбюро ТМИ, являлся заместителем редактора многотиражной газеты «За медицинские кадры». С 1972 года входил в состав комплексной научно-технической группы при Томском обкоме КПСС по проектированию и разработке АСУ Томской области, отвечал за её методологическое и социологическое обеспечение. В 1973 году участвовал в работе XV Всемирного конгресса по философии в Варне (Болгария). С 15 октября 1973 года — профессор (утверждён ВАК 2 февраля 1972), со 2 октября 1974 по 23 мая 1977 года — заведующий кафедрой методологии управления социальными процессами ТГУ; с октября 1973 по май 1977 года — заведующий и научный руководитель социологической лаборатории (на общественных началах).
Входил в состав бюро Западно-Сибирского отделения Философского общества СССР, являлся членом экспертной комиссии по философии Западно-Сибирского региона и членом научно-методического совета по философии при МВО СССР. Был председателем научно-методического совета по философии и научному коммунизму Томского областного отделения Всесоюзного общества «Знание». По инициативе В. Н. Сагатовского в Томске были проведены Всесоюзный семинар по теории человеческой деятельности, а также научные конференции: «Социологические проблемы высшей школы» (1975), «Системный подход к проблемам управления в вузе» (1976), «Методологические и методические принципы построения модели специалиста высшей квалификации» (1978).
С 1977 года работает на кафедре философии Симферопольского университета, с 1984 года — её заведующий. С 1 сентября 1990 по 1 марта 1991 года по совместительству — профессор кафедры истории философии и логики ТГУ. С 1993 года — профессор кафедры философии и культурологии Республиканского гуманитарного института СПбГУ.
Автор более 350 публикаций. Действительный член Петровской академии наук и искусств и Академии гуманитарных наук (1994). В 2008 году удостоен звания «Заслуженный деятель науки Российской Федерации».
Супруга — Лидия Георгиевна (род. 1931), выпускница философского факультета ЛГУ, кандидат педагогических наук, доцент, заведующая кафедрой педагогики и психологии ТГУ. Сыновья: Вадим (род. 1956) и Николай (род. 1972).

## Философская концепция
Философия развивающейся гармонии. Мировоззрение aнтропокосмизма.
В основе этой концепции лежат следующие положения.
1. Философия есть категориальная рефлексия мировоззрения как совокупности представлений о должном состоянии мира, человека и отношении человека к миру.
2. Чтобы обосновать мировоззрение, способное дать стратегию решения глобальных проблем современности, философия должна произвести синтез положительных моментов предшествующего развития философских направлений, ставя во главу угла не «борьбу», но взаимодополнительность.
3. В основание такого синтеза положены:
  1. Онтоантропологический принцип: атрибуты человека укоренены в атрибутах мирового бытия.
  2. Коррелятивная онтология: существовать в качестве чего-то значит находиться в соотношении с чем-то.
  3. Полнота бытия: любое бытие есть единство объективной, субъективной и трансцендентной реальности. Эти виды бытия не сводимы друг к другу и различаются по способу конституирования и роли в бытийной целостности. Тем самым достигается снятие положительных моментов материализма, субъективного и объективного идеализма.
  4. Идея развивающейся гармонии как идеала человеческой деятельности относительно мира и самого человека: прохождение «по лезвию бритвы» между абсолютизацией устойчивости и изменчивости, отказ от ориентации на максимум в пользу ориентации на оптимум.

С этих позиций строятся категориальные системы онтологии (учения о мире), антропологии (учения о человеке) как единстве социальной философии и философской антропологии и закладываются основы учения о сущностных отношениях человека к миру: теории познания, аксиологии, этики, эстетики.

## Основные монографии
1. Философия как теория всеобщего и ее роль в мед. познании. Томск, 1968;
2. Основы системного подхода и проблемы создания территориальной автоматизированной системы упр. Томск, 1973 (в соавторстве);
3. Основы систематизации всеобщих категорий. Томск. 1973;
4. Вселенная философа. М. 1972. Издание 2-е исправленное и дополненное. СПб. 2008;
5. Русская идея: продолжим ли прерванный путь? СПб. 1994;
6. Философии развивающейся гармонии (философские основы мировоззрения) в 3-х частях:
  1. Ч.1: Философия и жизнь. СПб. 1997;
  2. Ч.2: Онтология. СПб. 1999;
  3. Ч.3: Антропология. СПб. 1999;
7. Есть ли будущее у человечества (критика образа жизни). СПб. 2000;
8. Бытие идеального. СПб. 2003;
9. Философия антропокосмизма в кратком изложении. СПб. 2004;
10. Триада бытия (введение в неметафизическую коррелятивную онтологию). СПб. 2006;
11. Философские категории: авторский словарь (в печати).